# Laramie (Wyoming)
Pour les articles homonymes, voir Laramie.
Ne pas confondre avec le comté situé dans le même État, le comté de Laramie.
La ville de Laramie (en anglais [ˈlærəmi]) est le siège du comté d'Albany, dans l’État du Wyoming, aux États-Unis. Laramie est située dans le sud-est de l’État, sur la rivière Laramie, au nord-ouest de Cheyenne, à la jonction de l'Interstate 80 et la route 287.
D'après le recensement des États-Unis de 2010, la population de la ville s’élève à 30 816 habitants.
Elle est le siège de l'université du Wyoming, du Wyoming Technical Institute (WyoTech), et d'une partie du Laramie County Community College.
Laramie est fondée au milieu du XIXe siècle au bord de la voie ferrée de l'Union Pacific qui traverse la Laramie River à Laramie.
Les ruines de Fort Sanders, fort militaire antérieur à la création de Laramie, se trouvent juste au sud de la ville le long de la route 287.
Située dans les montagnes Rocheuses, entre les monts Medicine Bow et les monts Laramie, la ville attire des amateurs d'activités de plein air.
En 2011, Laramie est désignée comme l'un des meilleurs endroits pour les retraités par Money Magazine en raison de son cadre pittoresque, des faibles impôts et des possibilités d'éducation.
De 1959 à 1963, une série télévisée de western nommée Laramie est diffusée par NBC, mettant en vedette John Smith et Robert Fuller dans le rôle de deux frères qui tentent de gérer le ranch familial et créent un relais de diligence.

## Histoire
Laramie tient son nom de Jacques Laramie (également connu sous le nom de Jacques La Ramée), trappeur français ou canadien-français disparu dans les montagnes de Laramie à la fin des années 1810 et qui n'a jamais été retrouvé. Il est l'un des premiers Européens à visiter la région. Son nom a été donné à une rivière, une montagne, un pic, un fort de l'armée américaine, le comté et la ville. Plus de lieux du Wyoming ont été baptisés en son honneur que de n'importe qui d'autre, même du trappeur Jim Bridger.
Laramie est fondée au milieu des années 1860 comme ville de tentes près de la piste Overland et de la partie du premier chemin de fer transcontinental construite par de l'Union Pacific. Le 10 mai 1868, lorsque le premier train entre en ville, les entrepreneurs ont déjà construit des structures plus permanentes et Laramie a bientôt des magasins, des maisons, une école et des églises.
Laramie sombre d'abord dans le désordre et l'anarchie.
En raison des menaces qu'il a reçues de trois demi-frères, «Big» Steve Long, as de la gâchette des débuts de la conquête de l'Ouest, Con Moyer et Ace Moyer, son premier maire, M.C Brown, démissionne, après trois semaines turbulentes, à la mi-1868, affirmant que la ville est ingouvernable. «Big» Steve Long est le premier marshal de Laramie, et avec ses frères, le propriétaire du saloon Bucket of Blood. Tous les trois harcèlent les colons, les forçant à signer des actes de cession de leurs biens. Ceux qui refusent sont tués, le plus souvent provoqués en duel par Long. En octobre 1868, «Big» Steve Long avait tué 13 hommes. Toutefois, le premier shérif du comté d'Albany, l'éleveur N. K. Boswell, organise un « comité de vigilance ». Le 28 octobre 1868, Boswell conduit le comité au Bucket of Blood, capture les trois frères et les lynche dans une cabane inachevée au bas de la rue. Grâce à une série de lynchages et autres formes d'intimidation, les miliciens réduisent les « éléments indisciplinés » et établissent un semblant de droit et d'ordre.
En 1869, le Wyoming est le premier parlement à voter une loi accordant l'égalité des droits politiques aux femmes du territoire. En mars 1870, cinq résidentes de Laramie deviennent les premières femmes au monde à faire partie d'un jury. De même, puisque Laramie est la première ville du Wyoming à organiser une élection municipale, le 6 septembre 1870, une résidente de Laramie, Louisa Ann Swain, est la première femme à voter légalement aux États-Unis.
Les premières entreprises de Laramie comprennent des laminoirs, une usine de traitement, une briqueterie, un abattoir, une brasserie, une usine de soufflage de verre et une usine de plâtre, ainsi que les gares de triage. En 1886, une usine de production d'électricité est construite. Plusieurs compagnies de chemins de fer régionaux sont basées à Laramie, dont la Laramie, North Park and Pacific Railroad and Telegraph Company fondée en 1880 et la Laramie, North Park and Western Railroad (en) créée en 1901.
Un projet de loi signé par le gouverneur Francis E. Warren crée l'université du Wyoming (UW) en 1886, ce qui en fait la seule université publique du Wyoming. Laramie est choisie comme site d'établissement. L'université ouvre ses portes en 1887. Aux termes de la Morrill Land-Grant Acts, l'UW inclut une école d'agriculture et une station d'expérimentation en 1891.
La ville a fait la une des journaux du monde entier en 1998 après l'assassinat de Matthew Shepard, un étudiant homosexuel de l'université du Wyoming. Son assassinat a provoqué un tollé international, et est devenu le centre symbolique de la campagne nationale contre les crimes de haine gay, aboutissant à la législation promulguée en 2009 par le gouvernement fédéral. En janvier 2011, le Wyoming n'a toujours pas de loi contre les crimes de haine. L'assassinat de Shepard est le sujet d'une pièce primée et d'un film Le Projet Laramie 
En 2004, Laramie est devenu la première ville du Wyoming à interdire de fumer dans les lieux de travail fermés, y compris les bars, les restaurants et les clubs privés. Les adversaires de l'ordonnance, financés en partie par la RJ Reynolds Tobacco Company, demandent immédiatement son abrogation. Cependant, les électeurs ont confirmé l'ordonnance à l'occasion d'un référendum présenté en même temps que l'élection générale de 2004. Les adversaires ont alors contesté la validité du référendum au tribunal, affirmant diverses irrégularités. Toutefois, le juge a statué que les opposants avaient manqué à leur obligation de démontrer des problèmes importants de l'élection, et l'ordonnance, entrée en vigueur en avril 2005, est toujours en vigueur. En août 2005, le conseil municipal de Laramie a rejeté une tentative d'amender cette ordonnance.

## Géographie

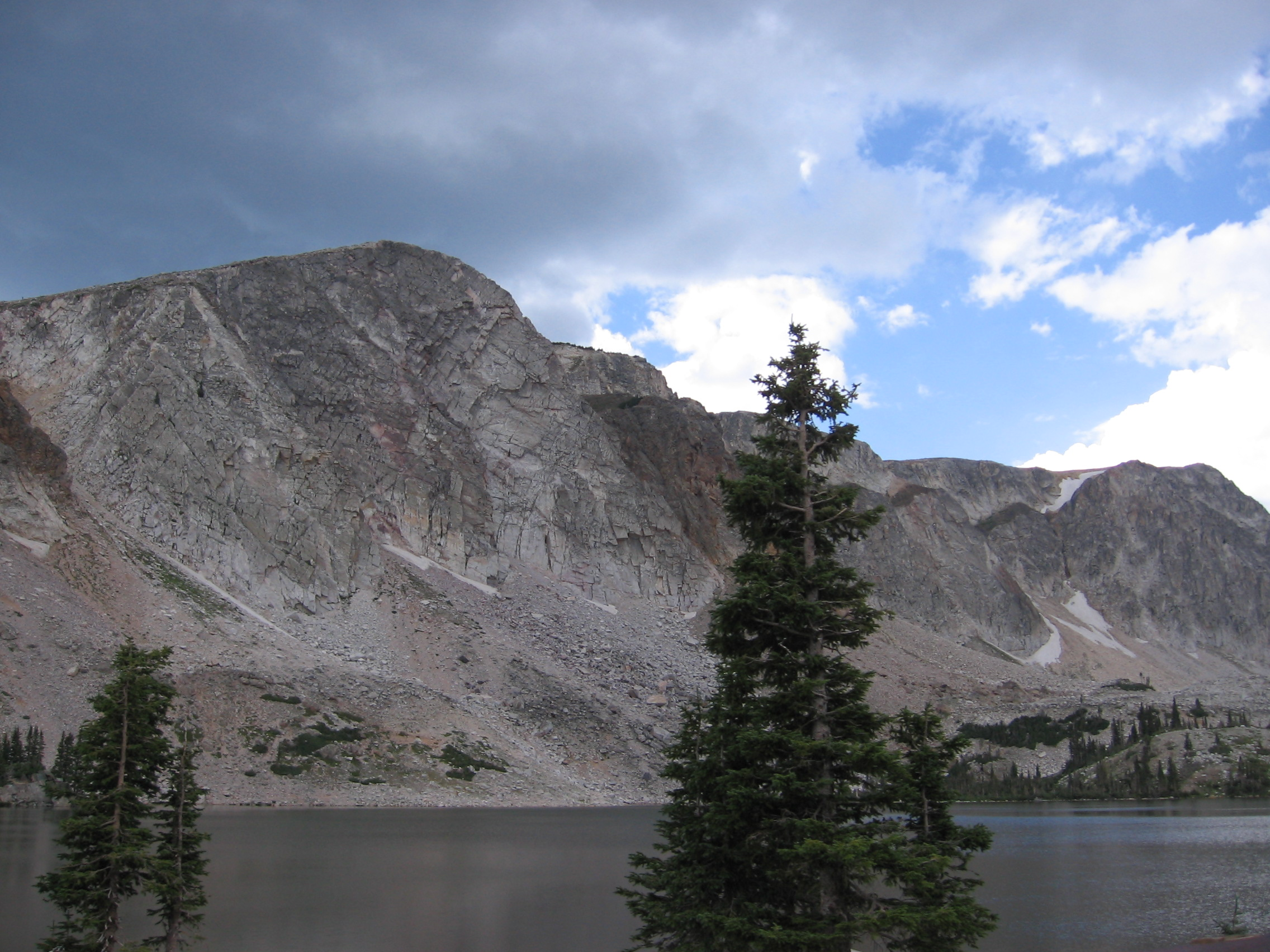
Les monts Medicine Bow.

D'après le Bureau du recensement des États-Unis, la ville a une superficie de 46,0 km2, dont 45,9 km2 sont des terres et 0,1 km2 sont de l'eau.
Laramie est située dans les hautes plaines entre les deux chaînes de montagnes : les monts Medicine Bow à 48 km à l'ouest, et les monts Laramie à 11 km à l'est. La ville est à une altitude de 2 184 m.
La Laramie River traverse Laramie avant sa confluence avec la North Platte River à l'est des monts Laramie.
La ville est à 66 km à l'ouest de Cheyenne, dans le Wyoming, et à 182 km au nord de Denver, au Colorado. Laramie se trouve au croisement des routes US 30, l'Interstate 80 et US 287 et reste une étape importante sur la ligne de l'Union Pacific Railroad Company.
Le total des précipitations est seulement de 250 mm par an, et le nombre moyen de jours de pluie par an est d'environ 26. La ville connaît une journée de 32 °C ou plus chaud environ une fois par an. La température moyenne en janvier est de -6 °C, et de 18 °C en juillet. Les chutes de neige sont 107 cm par an. En raison de la haute altitude, les hivers sont longs et les étés sont courts et relativement frais.
Laramie a un climat semi-aride (Classification de Köppen) avec de longs hivers froids et secs et des étés courts, chauds et un peu humides.
Laramie a inspiré le nom de Laramidia, île-continent qui existait pendant la période du Crétacé tardif.

## Démographie
D'après le recensement de 2000, il y avait 27 204 habitants, 11 336 ménages et 5 611 familles résident dans la ville. Les communautés de la ville sont 90,81 % de Blancs, 1,24 % d'Afro-américains, 0,89 % d'Amérindiens, 1,92 % d'Asiatiques, 0,06 % de gens originaires de Pacifique, 2,89 % d'autres communautés, et 2,19 % de deux ou plusieurs communautés. Les Hispaniques représentent 7,94 % de la population. Parmi les 11 336 ménages, 23,0 % comptent un enfant de moins de 18 ans, 38,3 % sont des couples mariés, 8,0 % sont uniquement féminin, et 50,5 % ne sont pas des familles. 33,2 % de ces ménages sont faits d'une personne dont 6,4 % âgés de 65 ans ou plus.
La répartition de la ville par tranche d'âge est de 17,5 % en dessous de 18 ans, 31,8 % de 18 à 24 ans, 25,8 % de 25 à 44 ans, 16,8 % de 45 à 64 ans, et 8,1 % de 65 ans et plus. l'âge moyen est de 25 ans. Pour 100 femmes il y a 107,0 hommes. Pour 100 femmes de 18 et plus il y a 106,7 hommes.
Le revenu moyen d'un ménage de la ville est de $27 319. Les hommes ont un revenu moyen de 30 888 $ contre 22 009 $ pour les femmes. Près de 11,1 % des familles et 22,6 % vivent en dessous du seuil de pauvreté, dont 15,7 % de personnes âgées de moins de 18 ans et 8,3 % âgées de 65 ans et plus.

## Éducation

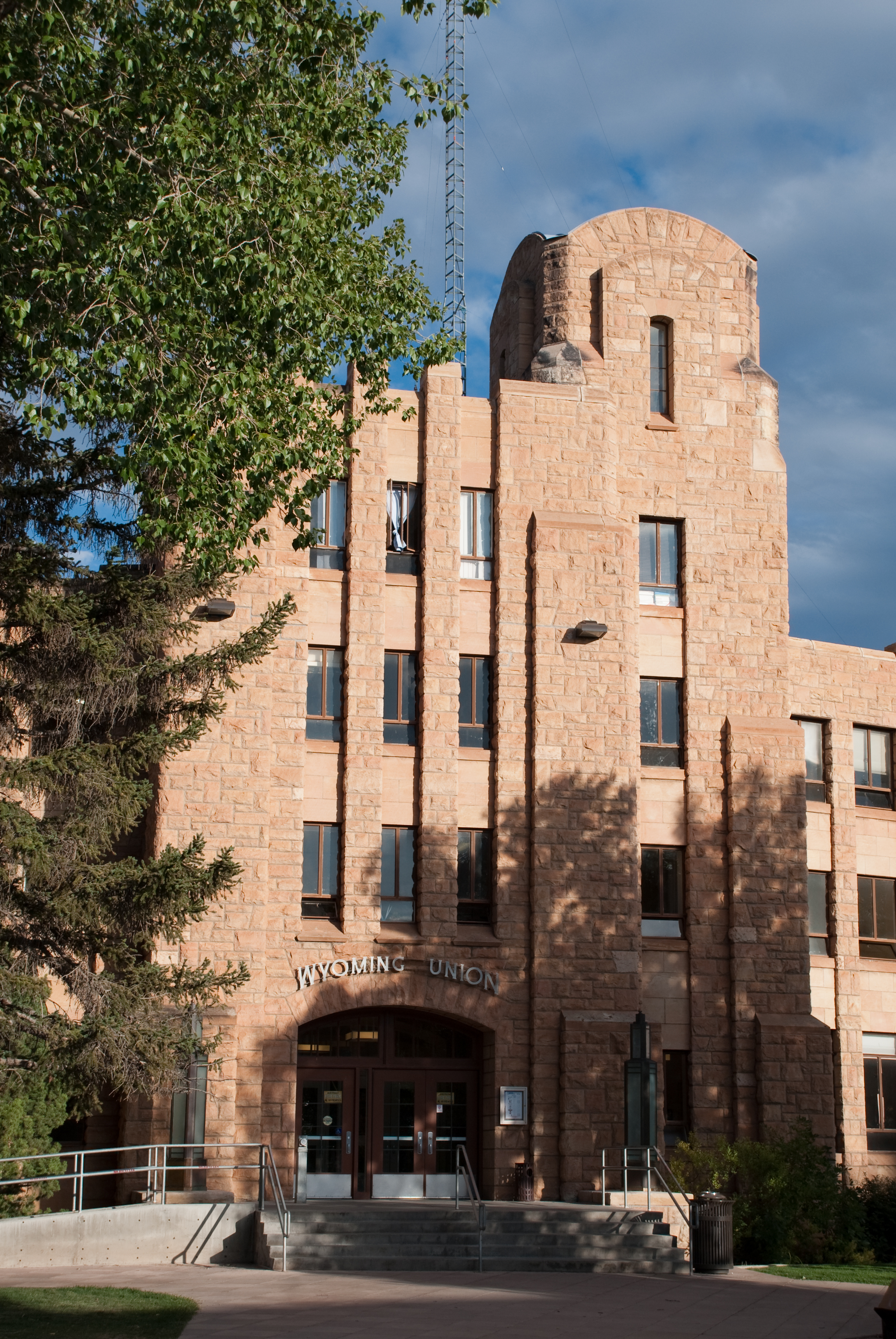
Université de Wyoming - Wyoming Union

Le campus principal de l'université du Wyoming à Laramie. En 2009, environ 13 400 étudiants étaient inscrits en premier cycle, cycles supérieurs et professionnels.
WyoTech a également un campus à Laramie, offrant une formation professionnelle dans les secteurs de l'automobile.
- Université du Wyoming
- Laramie High School
- Whiting High School
- Snowy Range Academy
- Wyoming Technical Institute (WyoTech)
- Laramie County Community College

## Transports
Laramie est desservie par l'aéroport régional de Laramie (code AITA : LAR, code OACI : KLAR, code FAA : LAR).
La compagnie Great Lakes Airlines offre des vols commerciaux quotidiens entre l'aéroport régional de Laramie et Denver.
L'aéroport, situé à 5 km à l'ouest du quartier des affaires, est géré et financé par la ville de Laramie et le comté d'Albany.
En plus des vols commerciaux, l'aéroport est utilisé par les avions privés et par les avions de recherche atmosphérique de l'université du Wyoming.
Laramie est également desservie par les autocars de Greyhound Lines, qui maintient un dépôt de bus de la ville.

## Culture
Laramie a la réputation d'être une ville de l’Ouest sauvage. Toutefois, accueillant la seule université du Wyoming, la ville a acquis une atmosphère jeune grâce aux étudiants qui y sont nombreux. Le centre-ville est riche en bâtiments historiques.

## Presse
Le Laramie Boomerang est le principal journal de la ville. Le Branding Iron est un journal d'étudiants de l'université du Wyoming.

## Personnalités liées à la ville
- Craig Arnold, poète
- Thurman Arnold, avocat
- Jim Beaver, acteur
- Larry Birleffi,
- Jesseca Cross, athlète olympique
- Sheridan Downey, sénateur de Californie
- George Carr Frison, archéologue
- Grace Raymond Hebard, historienne, auteur et professeur
- Harvey Lee Hix, poète
- Richard Honaker, avocat, législateur, juge fédéral des États-Unis
- Timothy Mellon, secrétaire générale et propriétaire majoritaire de Pan Am Systems
- William Mulloy, archéologue de Rapa Nui et des Indiens des Plaines
- Chip Rawlins, écrivain
- Matthew Shepard, étudiant
- Gerry Spence, avocat et écrivain
- Jaycee Carroll, joueur de basket
- Teenage Bottlerocket, musicien

## Sources
- (en) Cet article est partiellement ou en totalité issu de l’article de Wikipédia en anglais intitulé « Laramie, Wyoming » (voir la liste des auteurs).

1. ↑  (en) « Resident Population Data: Population Change », United States Census Bureau, 23 décembre 2010 (consulté le 23 décembre 2010)
2. ↑  « Money Magazine Recognizes Laramie as a Great Place to Retire », sur laramielive.com, 27 avril 2011 (consulté le 11 août 2020).
3. ↑  Parkin, Patsy, Jacques LaRamie History, 2000. Consulté le 14 avril 2008.
4. 1 2 3  Laramie History Laramie Plains Museum. Consulté le 11 août 2007.
5. ↑  "Chapter 3: Coming of Rails" « Copie archivée » (version du 18 décembre 2007 sur Internet Archive) Roberts, Phil (editor), University of Wyoming History Department, Readings in Wyoming History. Retrieved on August 11, 2007.
6. ↑  « "Chapter 4: Establishing the Territory and Granting Women Equal Rights »(Archive.org • Wikiwix • Archive.is • Google • Que faire ?) (consulté le 7 avril 2013) Roberts, Phil (editor), University of Wyoming History Department, Readings in Wyoming History. Retrieved on August 11, 2007.
7. ↑  (en) « Americans mourn gay hate-crime victim », BBC News,‎ 17 octobre 1998 (lire en ligne)
8. ↑  Matthew Shepard Hate Crimes Act passes Congress, finally
9. ↑  US State Hate Crimes Legislation Summary
10. ↑  Matthew Shepard and Laramie: A crime that lingers New York Times. Consulté le 22 janvier 2011.
11. ↑  Laramie Smoking Ban Subject of Television Program Tuesday" University of Wyoming news release, 16 octobre 2006. Retrieved on August 10, 2007.
12. ↑  (en) « 2010 Wyoming Place Names », U.S. Census Bureau (consulté le 13 juillet 2012)
13. ↑  (en) « U.S. Census Bureau QuickFacts: Laramie city, Wyoming », sur census.gov, Bureau du recensement des États-Unis (consulté le 12 avril 2024).
14. ↑  (en) « Historical Decennial Census Population for Wyoming Counties, Cities, and Towns », Wyoming Department of State / U.S. Census Bureau (consulté le 30 juin 2008)
15. ↑  Moffatt, Riley. Population History of Western U.S. Cities & Towns, 1850-1990. Lanham : Scarecrow, 1996, 341.
16. ↑  (en) « Subcounty population estimates: Wyoming 2000-2007 » [archive du 31 mars 2009] [CSV], United States Census Bureau, Population Division, 3 mars 2009 (consulté le 8 mai 2009)
17. ↑  (en) « Fact Book », University of Wyoming (consulté le 27 octobre 2007)
18. ↑  (en) « About WyoTech », Corinthian Colleges, Inc. (consulté le 25 mai 2008)
19. ↑  (en) « About Us », Laramie Regional Airport (consulté le 29 octobre 2007)